# 布顏 (清朝尚書)
布顏（穆麟德轉寫：buyan），滿洲人，清朝政治人物、清朝禮部尚書。
曾任禮部左侍郎。康熙七年六月癸未，接替外庫，擔任清朝禮部尚書，后解。由恩額德接任。